# Хроматографія

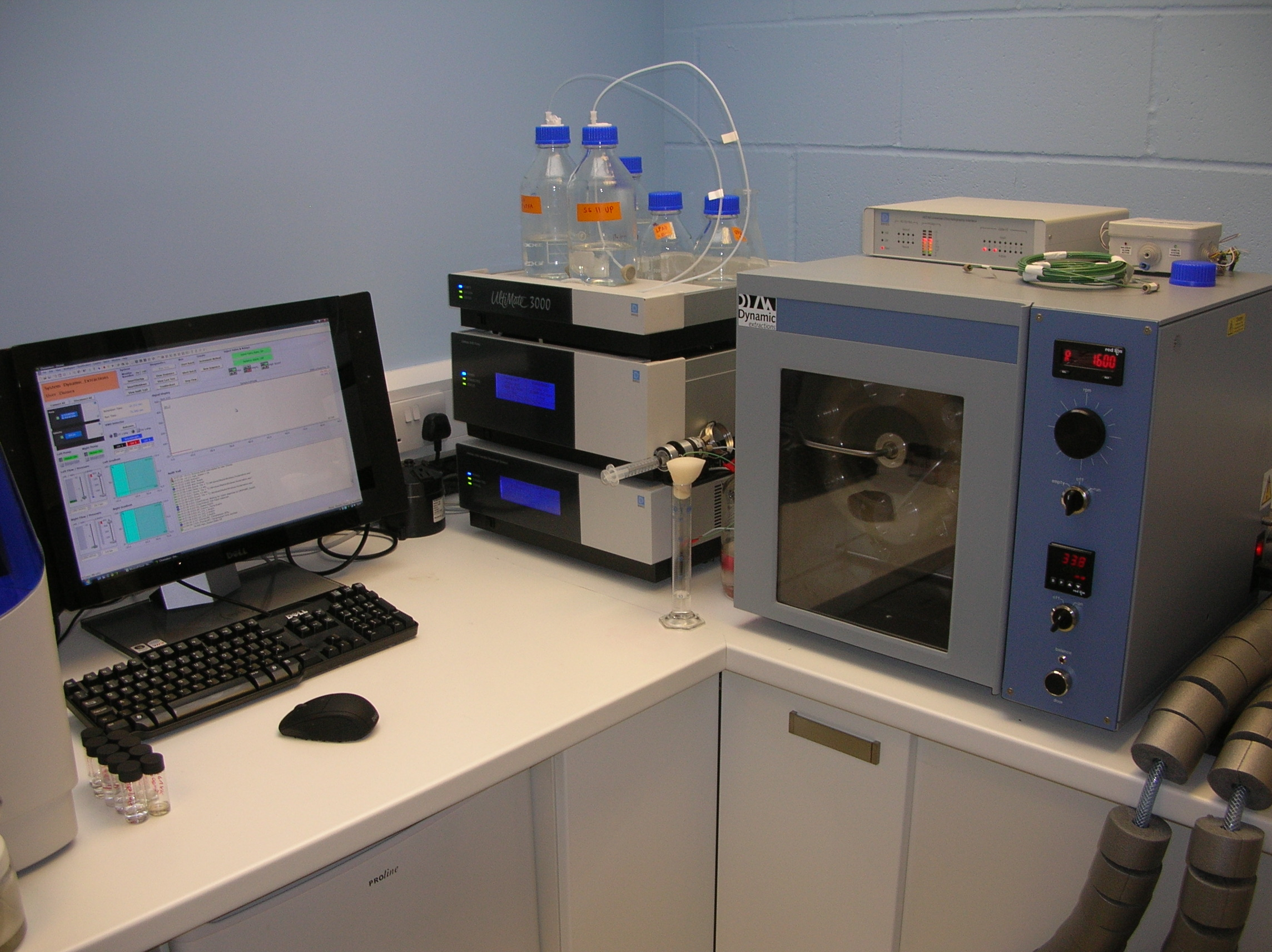
Хроматографічна система HPCCC.

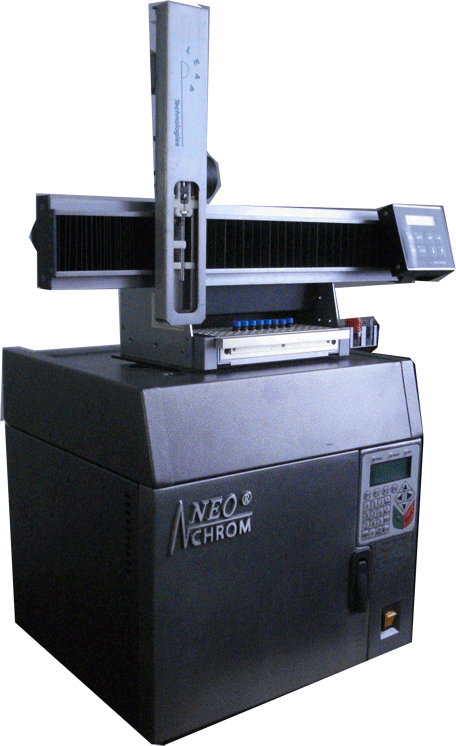
Хроматографічна система Неохром у складі: газовий хроматограф та автосемлер для вводу рідких зразків

Хроматогра́фія (з грец. χρώμα, латиніз. хрома — колір, графо — пишу) — високоефективний багатоступінчатий фізико-хімічний метод розділення і аналізу речовин і їх сумішей, в якому речовина розподіляється між двома фазами: рухомою і нерухомою (стаціонарною).

## Загальний опис
Хроматографія — метод розділення, аналізу і дослідження сумішей речовин, що ґрунтується на різному розподілі речовин в динамічних умовах між рухомою і нерухомою фазами (на різній сорбції складових частин яким-небудь адсорбентом). Розрізняють: за середовищем, в якому відбувається розділення (газова і рідинна); за механізмом розділення (молекулярна, йонообмінна, осадова і розподільча); за технікою проведення розділення (колонкова, капілярна, тонкошарова і хроматографія на папері, HPLC (ВЕРХ, ВисокоЕфективна Рідинна Хроматографія)). Широко використовують при аналізі корисних копалин, гірських порід і мінералів у технологічних процесах для очищення і опріснення води, для отримання речовин високої чистоти. У нафтовій аналітичній практиці широко застосовуються різні види на алюмосилікатних сорбентах і на спеціальному хроматографічному папері. Інша назва — хроматографічний аналіз.
Картина розподілу зон компонентів суміші називається хроматограма.

## Історія
В 1850 році в роботах німецького хіміка Рунге було описано процес розділення фарбників методом фронтальної проявки на папері. Знайдені й інші роботи аналогічного характеру. Проте досліди Рунге й інших вчених не склали наукової дисципліни.
Відкрив хроматографію російський вчений Михайло Цвєт, який навчався і закінчив докторат у Женевському університеті, але наткнувся на безпрецедентне ставлення і нерозуміння в Росії.
Про хроматографічний метод він повідомив у Варшаві 21 березня 1903 р. на засіданні Варшавського товариства природодослідників; опублікував статтю в 1906 р. в журналі «Доповіді Німецького ботанічного товариства». Проте спочатку цей винахід не отримав належної оцінки і був забутий.
Відновленням інтересу до хроматографії слід завдячувати німецькому вченому Ріхардові Вільштеттеру, який запропонував використати метод Цвєта своєму учневі Ріхардові Куну. У 1931 році Р. Кун, який працював у лабораторії в Гайдельберзі провів успішне розділення каротинів на фракції. Разом з ним працювали Альфред Вінтерштайн і Едгар Ледерер. У 1933 р. Вінтерштайн продемонстрував хроматографічний метод у Кембриджському університеті, де працював молодий учений Арчер Джон Портер Мартін, а Ледерер, який у зв'язку з приходом нацистів емігрував до Парижа, і перебуваючи у 1935—1937 рр. в СРСР, познайомив із ним радянську наукову громадськість. З тих пір хроматографію почали широко використовувати в ботанічних і біохімічних лабораторіях у всьому світі.
Важливим етапом стало відкриття Миколою Ізмайловим і Марією Шрайбер методу хроматографії в тонкому шарі в 1938 році в Харківському хіміко-фармацевтичному інституті. Подальшим важливим в розвитку хроматографії стало відкриття Мартіном та Сінгом в 1940 році варіанту рідинної розподільної хроматографії на прикладі розділення похідних амінокислот на колонці, заповненій силікагелем, насиченим водою, з використанням хлороформу як розчинника. За це відкриття Мартін і Сінг в 1952 році отримали Нобелівську премію.

## Класифікація хроматографічних методів

### Варіанти хроматографії за фазовим станом
- Газова хроматографія (використовується, наприклад, для визначення якості харчового спирту)
- Рідинна хроматографія (використовується для аналізу та виділення органічних сполук)
- Хроматографія над критичними рідинами/газами (рідкісний вид, проміжний між першими двома. Найчастіше використовують як елюєнт вуглекислий газ під високим тиском та підвищених температурах)
- Газо-рідинна хроматографія
- Газо-твердофазна хроматографія

### Варіанти хроматографії за способом проведення
- Препаративна — використовується для розділення речовин залежно від їх швидкості руху. В більшості випадків застосовують рідинну хроматографію.
- Аналітична — має на меті лиш оцінити склад суміші. Маси зразків — мікрограми.
- Висолювальна хроматографія — хроматографія, що ґрунтується на додаванні до елюента несорбовного електроліту для зміни рівноваг розподілу розділюваних компонентів.

## Найросповсюдженіші техніки

### Тонкошарова хроматографія (ТШХ)
Хроматографія, що здійснюється в шарі сорбенту, нанесеному
на певну підкладку, напр., на скляну або алюмінієву платівку.
Розділення суміші ґрунтується на різних швидкостях пересування її компонентів у тонкому шарі сорбенту (силікагелю, оксиду алюмінію та ін.) при поступовому переміщенні по ньому елюенту (органічних розчинників та їх сумішей). Різні компоненти проходять різні дистанції на поверхні. Використовується також багатократне елюювання в одному або в перпендикулярних напрямках. Характеристикою речовини в цього виду хроматографії є величина Rf, що є відношенням відстані між стартом і центром плями речовини до відстані між стартом і фронтом розчинника.
Аналітична тонкошарова хроматографія широко застосовується в органічній хімії для поточного аналізу сумішей (сумарний час експерименту 2-10 хв). Нерухомою фазою служить силікагель нанесений на пластинку (найчастіше товсту алюмінієву фольгу). Як рухому фазу застосовують органічні розчинники або їх суміш. Набір розчинників гексан < хлороформ < етилацетат < метанол у їх різних співвідношеннях дозволяють елюювати більшість органічних сполук якщо останні зв'язуються із силікагелем оборотно. Часто також застосовують диетиловий етер, дихлорометан, ацетонітрил, ацетон та інші широко-доступні для лабораторної практити розчинники.

### Колонкова (препаративна) хроматографія
Один з основних способів розділення суміші органічних речовин в сучасній синтетичній практиці. Суспензію силікагелю із елюентом наливають в скляну (або в специфічних випадках іншого матеріалу) колонку. Зверху наносять концентрований р-н суміші в елюенті, і після повного сорбування розчину на силікагель, починають елюювання (фактично промивання силікагелю) до повного вимивання всіх або цільової фракції органічної суміші. Елюент із розчиненими в ньому фракціями органічної суміші витікає через нижній отвір колонки. Розчин збирають в ряд окремих ємностей (пробірки, склянки) аналізуючи вміст кожної окремої ємності за допомогою доступних методів, типово - за допомогою ТШХ.
Різновид адсорбційної хроматографії, де розчин, що містить суміш речовин, пропускається через вузькі трубки, наповнені стаціонарною фазою. Оскільки різні речовини в суміші мають різну спорідненість щодо стаціонарної фази, то вони проходять через трубку з різними швидкостями, що дозволяє їх розділити, проаналізувати або й зібрати при виході з трубки.

### HPLC (ВЕРХ)
HPLC (ВЕРХ, Високо-Ефективна Рідинна Хроматографія) використовує прикладання зовнішнього тиску для прискорення проходження рідини через колонку. Це дозволяє застосовувати наповнювач з часточками меншого розміру й прискорює розділення. Препаративні хроматографи для розділення органічних речовин працюють при тиску порядку 100—600 бар з металевими колонками діаметром 0.5-4.6 мм (найчастіше використовують діаметром 2.1 та 4.0 — 4.6 мм) та довжиною 15-300 мм. Як нерухому фазу застосовують ліпофільно-модифікований силікагель (оберненофазна хроматографія), тоді як рухомою фазою слугують суміші води та органічного розчинника (найчастіше ацетонітрилу). ВЕРХ застосовують як для аналізу, так і для розділення сумішей. Типовий час експерименту 2-30хв.

### Афінна хроматографія
Для розділення біологічних зразків часто застосовують модифікування нерухомої фази речовиною, що вибірково зв'язується з сполукою, що цікавить експериментатора. Наприклад, складна суміш містить антитіла, що може утворювати сильну взаємодію із комплементарним білком, яким модифікували нерухому фазу. В такому разі вся суміш за виключенням антитіл буде рухатися вздовж колонки "з фронтом", а антитіла лишуться на нерухомому носії. Після цього за допомогою сильно полярної суміші в окрему ємність можна змити антитіла.

## Розподільча хроматографія
Хроматографія, в якій розділення компонентів суміші опирається на різниці їх розчинностей у нерухомій фазі (газова хроматографія) або на відмінності їх розподілу між незмішуваними фазами — рухомою і нерухомою, яка нанесена на твердий носій (рідинна хроматографія).

### Адсорбційна хроматографія
Метод розділення, аналізу та фізико-хімічного дослідження речовин, заснований на різниці в швидкостях руху зон різних компонентів, що переміщаються з потоком рухомої фази (елюенту) через шар нерухомої фази з відповідно підібраними сорбуючими властивостями. Розділення речовин в сумішах ґрунтується на відмінностях адсорбційних спорідненостей компонентів до поверхні активного твердого тіла. У залежності від стану, в якому перебуває елюент, розрізняють рідинно- або газо-твердофазну хроматографії.

### Двовимірна хроматографія
Хроматографія (паперова і тонкошарова), де використовується елюювання із вимушеним рухом компонентів послідовно у взаємоперпендикулярних напрямках (звичайно зі застосуванням різних елюентів).